# Barão de Torre de Moncorvo
Barão de Torre de Moncorvo é um título nobiliárquico criado por D. Maria II de Portugal, por Decreto de 23 de Maio de 1835, em favor de Cristóvão Pedro de Morais Sarmento, depois 1.º Visconde de Torre de Moncorvo.
Titulares
1. Cristóvão Pedro de Morais Sarmento, 1.º Barão de Torre de Moncorvo;
2. Pedro João de Morais Sarmento, 2.º Barão de Torre de Moncorvo.